# 齿苞凤仙花
齿苞凤仙花（学名：Impatiens martinii）为凤仙花科凤仙花属下的一个种。

## 扩展阅读
維基物種上的相關：齿苞凤仙花